# Scopula puerca
Scopula puerca är en fjärilsart som beskrevs av Paul Dognin 1901. Scopula puerca ingår i släktet Scopula och familjen mätare. Inga underarter finns listade.